# ダイノジのちゅど〜ん!
ダイノジのちゅど〜ん!は、北海道文化放送（UHB）で放送されたローカルバラエティ番組である。
放送時間は毎週金曜25：05〜25：35（日付上は土曜日1：05〜1：35）2008年10月より25：10〜25：40（1：10〜1：40）。

## 概要
- 番組タイトルは「タカアンドトシのどぉーだ!」でのダイノジの出演コーナー「ダイノジ刑事」でのギャグ「ちゅど〜ん!」に由来する。
- オープニングトークではダイノジが近況を語る。
- 発掘係であるダイノジが思わず「ちゅど〜ん!」と叫びたくなるような風景、人物・モノなどを探し求める。2009年以降はテーマを決定するおみくじがなくなり、テーマが最初から決まり北海道全域でロケをしている。
- 北北海道でのロケが多い。
- 発掘できなければ中村優子アナウンサーからの苦い水入りの水鉄砲がダイノジの口に発射されてしまう。
- 2時間の生バラエティ番組『キャンパスナイトフジ』同時刻ネットのため2009年3月27日をもって終了。本番組に代わる後継番組として木曜24：50～25：20枠にて『よしもと笑いの缶づめ』が2009年4月30日からスタートしている。
- 2009年12月28日に復活スペシャル番組を放送。

## 出演
発掘係
- ダイノジ
  - 大地洋輔
  - 大谷ノブ彦

管理係
- 中村優子（UHBアナウンサー）

## スタッフ
- ナレーター：宇野章午、近田誉（UHBアナウンサー）
- 構成：たちばなひとなり、大塚ヒロノブ、相澤享、はしもとこうじ
- 撮影：小山内剛
- 音声：能登慎
- 照明：阪井駿太郎
- 編集：島崎希望、西本七菜
- タイトル・CG：トップ・クリエーション
- 音効：依本慎也、千田耕平
- 編成：奥村大輔
- AD：中村ひかり
- AP：福良沙織
- ディレクター：高口沢也、森田佳恵
- 協力プロデューサー：大原博美
- プロデューサー：鈴木謙二、田村静子（よしもとクリエイティブ・エージェンシー）
- 技術協力：オーテック
- 制作協力：吉本興業
- 制作著作：北海道文化放送